# Lago Columna
El Lago Columna es un lago en la Argentina. Se encuentra ubicado en el Departamento Lago Buenos Aires, en la provincia de Santa Cruz, Patagonia.

## Geografía
El lago es alargado de oeste a este, y su superficie está a una altitud de 558 metros. Cubre un área de aproximadamente 4 km². Se alimenta principalmente por el río Ghio que se origina en la ladera occidental del Monte Zeballos (de 2.743 metros de altura), y se une en la parte noroeste. Su caudal se estima en 0,8 m³ por segundo.
Su emisario, que comienza en su extremo oriental, es el río Columna, tributario del lago Ghio.